# Bayraktar (chanson)
Pour les articles homonymes, voir Bayraktar.
Bayraktar est une chanson patriotique de résistance ukrainienne. Publiée le 1er mars 2022, peu de temps après le début de l'invasion russe de l'Ukraine, elle gagne progressivement la popularité dans le monde entier. Elle est dédiée au drone de combat Bayraktar TB2, en raison de son efficacité contre les troupes russes. L'auteur de la chanson, l'Ukrainien Taras Borovok, ridiculise dans ses paroles l'armée russe ainsi que l'invasion elle-même. La chanson est souvent chantée lors de manifestations devant les ambassades russes.

## Contexte

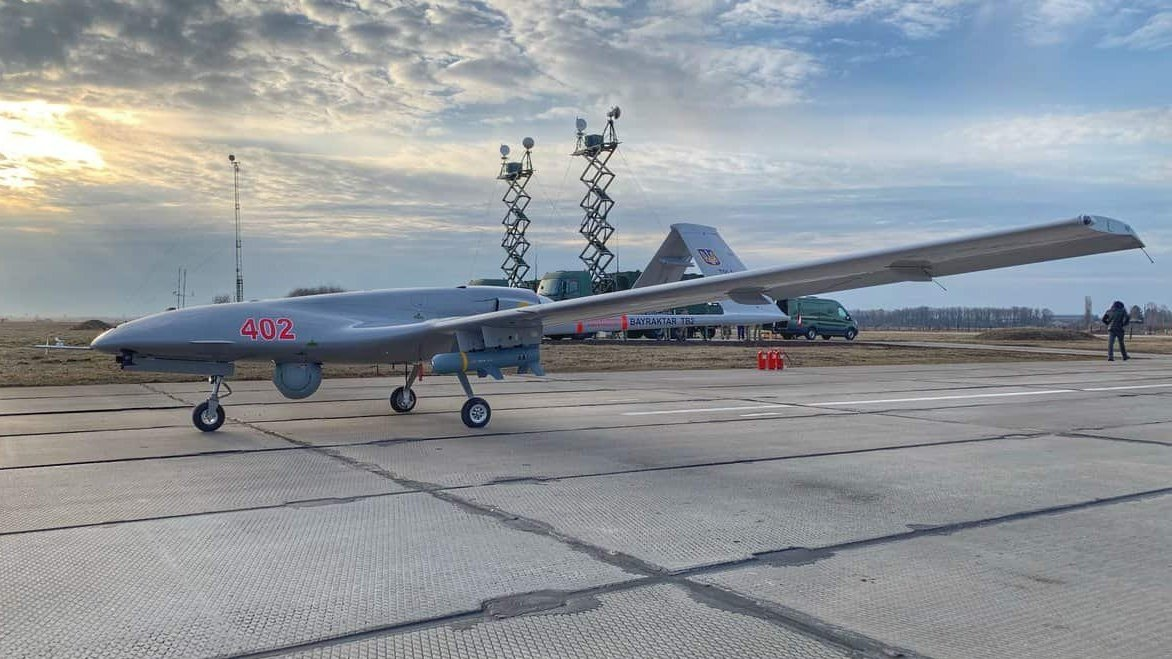
Un Bayraktar TB2 de l'armée de l'air ukrainienne

Le 24 février 2022, les Forces armées ukrainiennes demandent à Taras Borovok de composer un chant de résistance. Borovok y parle des drones de combat Bayraktar TB2, utilisés par l'armée ukrainienne pour résister à l'invasion russe. Ces drones, fabriqués par l'entreprise turque Baykar et portant le nom de l'ingénieur qui les a conçus, ralentissent considérablement l'avancée russe dans le pays.

## Chanson
L'auteur décrit la façon dont le drone punit les soldats de l'armée russe pour avoir envahi l'Ukraine. Il ridiculise les soldats russes, leur équipement, et même la manière dont ils consomment la traditionnelle soupe russe aux choux, le chtchi. Le premier clip de Bayraktar est publié sur YouTube le 1er mars 2022. Peu après la publication, YouTube bloque ce clip à cause des séquences vidéo trop dramatiques. De nombreux YouTubeurs créent alors d'autres clips montrant des missiles de Bayraktar TB2 en train de détruire des colonnes de blindés russes,.
Taras Borovok publie ensuite deux nouvelles versions officielles de sa chanson : le remix du DJ ukrainien Andrei Muzon, et le mashup écrit en collaboration avec l'artiste française Lisa Schettner. Les trois versions officielles sont fréquemment jouées par les radios ukrainiennes. Bayraktar et Bayraktar [Mashup Edition] sont publiées sur le site du Parlement ukrainien, et partagées par les membres des Forces terrestres ukrainiennes, sur Facebook et d'autres sites. Les paroles sont traduites dans de nombreuses langues, dont le français et l'arabe. Il pourrait s'agir de la première chanson jamais écrite sur un drone de combat.

## Réception et héritage
Spencer Kornhaber de The Atlantic qualifie la chanson de « très entraînante » et écrit qu'elle a un « rythme simple ». Selon l'Algemeen Dagblad, la chanson montre que Selçuk Bayraktar, le directeur technique de Baykar, est le « deuxième plus grand héros » de l'Ukraine après le président ukrainien Volodymyr Zelensky. Selon Gabriel Gavin de The Spectator, la chanson a été vue plus d'un million de fois sur YouTube avant d'être retirée.

## Crédits

### Version originale
- Taras Borovok – chant, composition, production[15]

### Mashup Edition
- Taras Borovok – chant, composition[16]
- Lisa Schettner (Elisabeth Schettner) – chant, composition, production[17],[18]
- Tyler Brooker – remix, mastérisation, co-production[19]